# شون داوني
شون داوني (بالإنجليزية: Sean Downey) (و. 1990  م) هو راكب دراجة هوائية أيرلندي.

## روابط خارجية
- شون داوني على موقع الاتحاد الدولي للدراجات (الإنجليزية)
- شون داوني على موقع أرشيف الدراجات (الإنجليزية)
- شون داوني على موقع نسبة الدراجات (الإنجليزية)
- شون داوني على موقع اتحاد ألعاب الكومنولث (مؤرشف) (الإنجليزية)
- شون داوني على موقع اتحاد ألعاب الكومنولث (مؤرشف) (الإنجليزية)